# Кверн
Кверн (њем. Quern) општина је у њемачкој савезној држави Шлезвиг-Холштајн. Једно је од 134 општинска средишта округа Шлезвиг-Фленсбург. Према процјени из 2010. у општини је живјело 1.338 становника. Посједује регионалну шифру (AGS) 1059153.

## Географски и демографски подаци
Кверн се налази у савезној држави Шлезвиг-Холштајн у округу Шлезвиг-Фленсбург. Општина се налази на надморској висини од 24 метра. Површина општине износи 22,7 km². У самом мјесту је, према процјени из 2010. године, живјело 1.338 становника. Просјечна густина становништва износи 59 становника/km².